# Amblyseius nemorivagus
Amblyseius nemorivagus är en spindeldjursart som beskrevs av Athias-Henriot 1961. Amblyseius nemorivagus ingår i släktet Amblyseius och familjen Phytoseiidae. Inga underarter finns listade i Catalogue of Life.